# The Discovery of Heaven
The Discovery of Heaven is een Engels gesproken Nederlands-Britse verfilming uit 2001 van de roman De ontdekking van de hemel van Harry Mulisch onder regie van Jeroen Krabbé.
De hoofdrollen worden gespeeld door Stephen Fry, Greg Wise, Flora Montgomery en Neil Newbon. Jeroen Krabbé speelt zelf ook een bijrol in de film.

## Verhaal
Het verhaal begint in hogere sferen. God komt in de hemel tot de conclusie dat de mensheid de schepping grondig heeft verprutst. De Tien Geboden worden opgeschort en de Stenen Tafelen dienen terug te keren naar de hemel.
Aartsengel Gabriël moet hiervoor de geknipte personen vinden. Zijn oog valt op drie intellectueel en artistiek geniale mensen. Deze dienen Gods plan uit te voeren en de nieuwe Messias op de wereld te zetten.

## Rolverdeling

### Hoofdrollen
| Acteur           | Personage               |
| ---------------- | ----------------------- |
| Stephen Fry      | Onno Quist              |
| Greg Wise        | Max Delius              |
| Flora Montgomery | Ada Brons               |
| Neil Newbon      | Quinten Quist - 16 jaar |
| Diana Quick      | Sophia Brons            |

### Bijrollen
| Acteur             | Personage                          |
| ------------------ | ---------------------------------- |
| Jeroen Krabbé      | Aartsengel Gabriël                 |
| Dimitris Philippou | Quinten Quist - 4 jaar             |
| Sean Harris        | Bart Bork                          |
| Petra Laseur       | Zuster bij de geboorte van Quinten |

## Prijzen
- Op 7 november 2001 werd The Discovery of Heaven bekroond met de Gouden Film voor het bereiken van 75.000 bezoekers. De prijs werd opgehaald door Jeroen Krabbé en Ate de Jong.[1]
- Op 15 november 2001 werd The Discovery of Heaven bekroond met de Platina Film voor het bereiken van 200.000 bezoekers. De prijs werd opnieuw opgehaald door Jeroen Krabbé en Ate de Jong. Ook Harry Mulisch was bij deze gelegenheid aanwezig.[2]
- Tijdens het Nederlands Film Festival in 2002 won Edwin de Vries een Gouden Kalf in de categorie beste scenario.[3]

1896-1909 · 1910-19 · 1920-29 · 1930-39 · 1940-49 · 1950-59 · 1960-69 · 1970-79 · 1980-89 · 1990-99 · 2000-09 · 2010-19
· 2020-29